# Interdit au public
Interdit au public est une pièce de Roger Dornès (1908-1964) et Jean Marsan enregistrée au Théâtre Marigny le samedi 3 décembre 1966 pour l'émission Au théâtre ce soir de Pierre Sabbagh. Créée le 2 mai 1948 à la Comédie-Wagram, à Paris, elle a été reprise avec succès au théâtre après son enregistrement en 1966 au théâtre Marigny, malgré, ou plutôt grâce à son passage à la télévision.

## Argument
Dans les coulisses d'un théâtre parisien, un célèbre auteur dramatique, exaspérant de fatuité, apprend que la comédienne qui devait tenir le rôle principal de sa pièce attend un enfant. Aucune grande actrice n'est libre pour reprendre ce rôle.
Sauf... La célèbre comédienne Gabrielle Tristan avec qui il a été marié pendant dix ans et à qui il n'adresse plus la parole.
L'amour du théâtre et l'esprit cabotin seront plus forts que toutes leurs rancunes et Gabrielle jouera la pièce de son ex mari.

## Fiche technique
- Mise en scène : Jean Le Poulain
- Décor et Costumes : Roger Harth

## Distribution
- Jean Le Poulain : Hervé Montagne
- Jean Marsan : Jean Bayard
- René Clermont : Robert Guise
- Jean-Louis Broust : Pierre Montagne
- Jacques Ciron : Michaud
- Guy Michel : Christian
- Maria Pacôme : Gabrielle Tristan
- Marthe Mercadier : Nicole Guise
- Françoise Danell : Gisèle Montagne
- Christine Chicoine : Françoise Watteau
- Gérard Tissot : Un jeune homme
- Patrice Denac : Un jeune homme
- Gérard Ortega : Un jeune homme
- Patricia Vilon : Une jeune fille
- Bernadette Robert : Une jeune fille

## Adaptations à la télévision
- 1989 : Interdit au public (de Roger Dornès), téléfilm de Jean-Roger Cadet

## Version de 2013 avec la Compagnie de la Dive Bouteille - Festival du Mois Molière
- Mise en scène : Pierre-Hippolyte Pénet
- Décor et Costumes : Brigitte et Jacques Bellamy-Brown
- Marie-Anne Dagues : Gabrielle Tristan
- Pierre-Hippolyte Pénet : Hervé Montagne
- Pauline Sombstay : Nicole Guise
- Benoît Toulemonde : Robert Guise
- Timothée Emery : Jean Bayard
- Marion Mathey : Gisèle Montagne
- Baudouin Angles : Pierre Montagne
- Arthur Arzillier : Christian